# كباريا
كباريا، مجتمع مسلم يوجد في ولاية أوتار براديش في الهند، لا سيما في منطقة اوَده. كما يوجد عدد صغير من الكباريا في منطقة تيراي في نيبال. لديهم الآن وضع الطبقة المتخلفة الأخرى (الطبقات المتخلفة اجتماعيا وتعليميا)  في ولاية أوتار براديش.